# Willigis Jäger
Willigis Jäger OSB (Hösbach, 1925. március 7. – Holzkirchen, 2020. március 20.) német bencés szerzetes és mint Ko-un rósi zen mester.

## Életpályája
1946-tól a Münsterschwarzach Apátság szerzetese volt.
A keresztény misztikus tradíció kutatásának és újjáélesztésének kiemelkedő alakja volt. Japánban a Szanbó Kjódan zen vonal mesterévé avatták, s Németországba való visszatérése óta keresztény kontemplációt és zen gyakorlatokat tanított. Jäger teológiai nézeteit Joseph Ratzinger bíboros (2005-2013 között XVI. Benedek pápa) több ponton is ellentétesnek találta a római katolikus doktrínával, ezért Jäger elhagyta kolostorát, s önálló spirituális központot alapított.

## Magyarul megjelent művei
- Hullámaiban a tenger. Willigis Jäger és Christoph Quarch beszélgetése a misztikus spiritualitásról; ford. Hegyessy Mária; Editio M, Szentendre, 2001